# Bagasis de Partia
Bagasis o Arsaces VIII fue un rey de Partia, hermano de Mitrídates I, que reinó tras la muerte de su sobrino Fraates II. Su reinado duró entre los meses de marzo y septiembre del 126 a. C.

## Controversia y revisión cronológica
Pese a que así Justino, principal fuente de este periodo, menciona en su obra (42. 2. 1) que Fraates II fue sustituido por su tío Artabano I, las actuales evidencias documentales y numismáticas tienen a atrasar esta sucesión siete u ocho meses. El motivo es la aparición de un personaje, hermano de Artabano y por tanto tío de Fraates que intercalaría en un breve reinado dicha sucesión reflejada por Justino. No es de extrañar su ausencia en el relato de Justino, pues tiende a obviar algunos reinado de breve duración como el de Arsaces IV, bien documentado a través de los ostracones encontrados en Nisa, antigua capital parta, en 1955 por los soviéticos.
Las actuales revisiones cronológicas llevadas a cabo por algunos especialistas sobre la base de fuentes numismáticas y epigráficas ha permitido la aparición de nuevos personajes, omitidos hasta ahora, de la dinastía parta (Arsaces IV, Bagasis, Arsaces X o Arsaces XVI) y que han supuesto una revisión de las, hasta ahora, fechas tradicionales de reinado.

## Bagasis como príncipe parto (Fuentes documentales)
Para la identificación de Bagasis contamos con referencias documentales. Justino menciona en su obra (41. 6. 7) que Mitrídates I colocó a su hermano Bagasis como gobernador de Atropatene en el 148 a. C. Del mismo modo que Moisés de Corene (1. 8 y 2. 68) menciona que Mitrídates nombró a su hermano Valarshak como rey de Armenia. Si tenemos en cuenta que el nombre de Valarshak no es mencionado en otras fuentes y que Moisés, que armenio de origen, pudiera englobar a toda la región como el antiguo reino de Armenia, tal vez estemos ante la deformación del nombre de Bagasis, y por tanto, ante la misma persona.
Las referencias a Bagasis en textos cuneiformes tan bien son importantes. La primera mención es de 5.II. 174 SE (13 de mayo de 138 a. C.) cuando Bagasis reclutó un ejército en Atropatene y después marchó hacia Asiria. Otra referencia a Bagasis se produce en el mes VII del año 177 SE (octubre del 135 a. C.) donde se indica que el rey (Mitrídates I) ha sufrido una enfermedad y ha sido sustituido (temporalmente) por su hermano Bagasis, demostrando así el peso que tenía este personaje en la familia real parta.
Existe otras dos referencias a Bagasis. La primera (mes VII del año 179 SE: octubre del 133 a. C.) en la que se menciona que el gobernador de Babilonia, Filinos, ha sido convocado por el hermano del rey por unos disturbios ocurridos en la ciudad. La última referencia corresponde al mes II del año 192 SE (mayo-junio 120 a. C.) donde se menciona a un hijo de Bagasis, Artaban, como uno de los cuatro generales importantes del reino. Esta última referencia plantea una cuestión, si Bagasis se convirtió en rey y tuvo descendencia, porqué la corona pasó después a su hermano Artabano I y sucesores.

## Bagasis como rey (Evidencias numismáticas)
Sabemos que a finales del reinado de Fraates II, envuelto en una guerra contra las tribus nómadas en el Este de su reino, la región de Mesopotamia había caído en poder de Espaosines, un antiguo sátrapa seleúcida que desde el 141 a. C. era rey de Caracene. La presencia de este rey en la zona a través de sus monedas esta claramente atestiguada, por lo que la aparición de monedas partas con retrato real (Bagasis) había hecho pensar que las monedas eran representaciones idealizas y ficticias de un rey parto frente a la ocupación de Espaosines. La razón radicaba en que las monedas de Bagasis presenta una tipología distinta a las Fraates II (132-126 a. C.) y Artabano I (126-121 a. C.) que hasta ahora había sido considerado su inmediato sucesor en el 127 a. C.
Poco tiempo después de la muerte de Fraates II en su guerra contra los tocarios (marzo 126 a. C.) encontramos una serie de raros ejemplares que representa a Bagasis y que tienen como leyenda [ΒΑΣΙΛΕΩΣ] ΑΡΣΚΟΥ (sic) ΘΕΟΠΑΤΟ (sic), producidos en la ceca de Ecbatana capital de Media Atropatene cuyo gobernador era Bagasis antes de su ascensión al trono. El epíteto ΘΕΟΠΑΤΟ denota que Bagasis era hijo de un rey divinizado, en este punto sabemos que tanto Priapatios como Mitrídates I fueron divinizados en vida, por lo que, Bagasis debería tener alguna relación con estos personajes. Si tenemos en cuenta que la figura de Bagasis aparece en las fuentes documentales como gobernador de Media Atropatene nombrado por su hermano el rey Mitrídates, y que los hijos de este esta documentados: Fraates II fallecido en el 126 a. C. y Sinatruces (rebelado en el año 93 a. C.), no quedaría duda por tanto que Bagasis debió ser hijo de Priapatios, y hermano de Fraates I, Mitrídates I, Artabano I y Mitrídates II.
Cuando Bagasis accedió al trono la situación del reino era bastante complicada, el rey Fraates II había muerto combatiendo a las tribus nómadas que ahora tenían vía libre para saquear las regiones orientales y penetrar hacia el interior del reino (Juan Antioqueno, 66. 2). Al mismo tiempo tribus árabes saquean el reino parto en su parte occidental y la baja Mesopotamia ha caído en poder de Espaosines ya en el reinado de su hermano.
Las monedas partas aparecidas en Mesopotamia (junio 126 a. C.) presenta una tipología variada, Bagasis aparece como un personaje anciano con larga barba, a diferencia de Fraates II y Artabano I que son retratados como hombres de mediana edad con barba recortada, el reverso presenta a una diosa sentada (tal vez Deméter) que sostiene una Niké y una cornucopia con la inscripción ΒΑΣΙΛΕΩΣ ΑΡΣAΚΟΥ.
El hecho de que aparezcan estas monedas meses después de la muerte de Fraates II con ceca de Seleucia del Tigris, en Mesopotamia, indican que Bagasis recuperó la provincia y expulsó al rey Espaosines.
Desconocemos más detalles del breve reinado de Bagasis, no sabemos si murió o renunció al trono por edad. Fue sucedido por su hermano Artabano I
| Predecesor: Fraates II | Rey de Partia (de la Dinastía Arsácida) 126 a. C. | Sucesor: Artabano I |